# Флорида Пантерз
«Флорида Пантерз» (англ. Florida Panthers) — профессиональный хоккейный клуб, выступающий в НХЛ (Национальная хоккейная лига). Клуб базируется в городе  Санрайз, штат Флорида, США.
Обладатель Кубка Стэнли сезонов 2023/24 и 2024/25

## История
10 декабря 1992 года, хозяева клубов НХЛ утвердили решение об расширении лиги в сезоне 1993/94 и о включении команд из Анахайма и Майами. Владелец новой команды «Флорида Пантерз», Уэйн Хайзенга, пригласил на пост генерального менеджера Бобби Кларка. Президентское кресло занял Билл Торри, архитектор династии чемпионов в «Нью-Йорк Айлендерс» в начале 80-х, а главным тренером стал Роджер Нильсон.
Набирая игроков для своей команды, Кларк и Торрей проделали большую селекционную работу, и уже в своём первом сезоне «Пантерз» были готовы к борьбе за выход в плей-офф. Лидерами команды стали Билл Линдсэй, Том Фицджеральд, Скотт Мелланби и голкипер Джон Ванбисбрук, а также новичок НХЛ, нападающий Роб Нидермайер, выбранный «Флоридой» под общим 5-м номером на драфте НХЛ.
Свой первый матч «Флорида Пантерз» провела 6 октября 1993 года, сыграв вничью с «Чикаго Блэкхокс» (4:4). Первая победа пришла к «Пантерз» в третьей игре сезона, в поединке против «Тампы» (2:0), свидетелями которой стали 27 227 болельщиков. По ходу сезона «Пантерз» боролись за попадание в плей-офф, но серия поражений в конце чемпионата перечеркнула надежды болельщиков. «Флориде» не хватило всего 1 очка до 8-го места в Восточной конференции.
В следующем, укороченном из-за локаута сезоне 1994/95 команде снова не хватило 1 очка для того, чтобы пробиться в плей-офф, и Нильсон был уволен со своего поста. Его место занял Дуг Маклин.
Сезон 1995/96 стал незабываемым для поклонников «Пантерз». Перед второй домашней игрой сезона Скотт Мелланби заметил в раздевалке команды крысу. Схватив в руки клюшку, Мелланби сильным кистевым броском отправил крысу через всю комнату, и грызун, врезавшись в противоположную стену, сдох. В тот вечер Мелланби забросил две шайбы. История с крысой просочилась в газеты Майами, и уже через несколько игр болельщики стали бросать игрушечных пластиковых крыс при каждой заброшенной шайбе Мелланби. Через небольшой период времени им уже было без разницы, кто забил гол, лишь бы это был игрок «Пантерз». Такой способ празднования получил название «крыс-трик» (англ. rat trick).
Команда показывала отличную игру и начала вплотную приближаться к лидерам НХЛ. Эд Жовановски, Роберт Швехла, Стью Барнс, Радек Дворжак наряду с ветеранами привели команду к 92 очкам в регулярном чемпионате и к первому участию в розыгрыше Кубка Стэнли.
В плей-офф, последовательно обыграв «Бостон Брюинз», «Филадельфию Флайерз» и «Питтсбург Пингвинз», «Флорида» неожиданно для всех дошла до финала, но не смогла выиграть ни одного матча в серии против «Колорадо Эвеланш». Лучшим игроком «Пантерз» в тот год являлся вратарь команды – Джон Ванбисбрук.
В следующем сезоне 1996/97 «Флорида» сохранила свои позиции в регулярном чемпионате НХЛ, но в плей-офф выбыла уже в первом раунде, проиграв «Нью-Йорк Рейнджерс» в 5 матчах.
Неудачные обмены зимой 1996 года, спад в игре Жовановски и Ванбисбрука, уход помощника старшего тренера Линди Раффа в «Баффало Сейбрз» — всё это вместе выразилось в полном провале «Пантерз» в сезоне 1997/98. Смена тренеров в середине чемпионата не помогла изменить ход дел, и «Флорида», не добрав 26 очков по сравнению с предыдущим годом, не смогла пробиться в плей-офф.
«Пантеры» переехали на новый стадион (сейчас он носит название «Амерант Банк Арена») в 1998 году.
По результатам сезона 1998/99 «Пантерз» снова остались за чертой команд-участниц плей-офф. На пост главного тренера пришёл опытный Терри Мюррей, а его брат, генеральный менеджер клуба Брайан Мюррэй, сумел совершить удачную сделку с «Ванкувер Кэнакс», отправив туда слабо игравшего Жовановски и получив взамен Павла Буре, который, правда, из-за травм сыграл за «Флориду» в сезоне всего 11 матчей, но сумел в то же время забросить 13 шайб и поднять настроение болельщикам.
Эра Буре во «Флориде» продолжалась лишь три года. За это время Павел забросил 152 шайбы в 223 матчах за «Пантерз», но команда лишь однажды пробилась в плей-офф, где проиграла в четырёх матчах подряд уже в первом раунде «Нью-Джерси Девилз» в 2000 году. Буре в итоге был обменян в «Нью-Йорк Рейнджерс» в марте 2002 года.
Не имея стабильности ни в руководстве, ни в составе команды, «Флорида» в последующие годы постоянно оказывалась за чертой участников розыгрыша Кубка Стэнли.
По результатам сезона 2011/12 «Флорида» довольно неожиданно попала в плей-офф, при этом опередила «Вашингтон» и выиграла Юго-Восточный дивизион. В первом раунде «пантеры» проиграли «Нью-Джерси» в семи матчах. После этого, команде три сезона подряд не удавалось попасть в плей-офф.
Итогом сезона 2013/14 стало предпоследнее, 29 место, «Флориды» в регулярном сезоне. При этом команде повезло в драфт-лотерее, и «Пантерз» получили общий первый выбор на драфте. Команда выбрала защитника Аарона Экблада, который в своем дебютном сезоне 2014/15 завоевал «Колдер Трофи». 
«Флорида», не попадая в плей-офф и получая высокие пики на драфте, смогла подписать Джонатана Юбердо (3-й номер в 2011) и Александра Баркова (2-й номер в 2013). Также в команду в 2015 году пришел великий чех Яромир Ягр.
Результатом всех этих действий стал сезон 2015/16, в котором «Пантеры» смогли выиграть Атлантический дивизион и попасть в плей-офф. Однако, как и в  прошлый раз, «Флорида» вылетела в первом же раунде, уступив в 6 матчах «Нью-Йорк Айлендерс».
22 июня 2022 года главным тренером команды был назначен Пол Морис.

## Название

Логотип «Флориды Пантерз» использовавшийся с 1999 по 2016 годы

Клуб «Флорида Пантерз» был назван в честь флоридской пумы (Florida panther или Puma concolor coryi), которая обитает в лесах южной Флориды. Это самый редкий подвид пумы, находящийся на грани исчезновения.

## Статистика
Сокращения: И = сыгранные матчи в регулярном чемпионате, В = победы, П = поражения, ПО = поражения в овертаймах, О = очки, ЗШ = забитые шайбы, ПШ = пропущенные шайбы, Рег. чемп. = место, занятое в указанном дивизионе по итогам регулярного чемпионата, Плей-офф = результат в плей-офф
| Сезон   | И  | В  | П  | ПО | О   | ЗШ  | ПШ  | Рег. чемп.       | Плей-офф |
| 2018-19 | 82 | 36 | 32 | 14 | 86  | 267 | 280 | 5, Атлантический | не попали |
| 2019-20 | 69 | 35 | 26 | 8  | 78  | 231 | 228 | 4, Атлантический | проиграли в квалификационном раунде, 1:3 («Айлендерс») |
| 2020-21 | 56 | 37 | 14 | 5  | 79  | 189 | 153 | 2, Центральный   | проиграли в первом раунде, 2:4 («Тампа-Бэй Лайтнинг») |
| 2021-22 | 82 | 58 | 18 | 6  | 122 | 340 | 246 | 1, Атлантический | выиграли в первом раунде, 4:2 («Вашингтон Кэпиталз») проиграли во втором раунде, 0:4 («Тампа-Бэй Лайтнинг») |
| 2022-23 | 82 | 42 | 32 | 8  | 92  | 290 | 273 | 4, Атлантический | выиграли в первом раунде, 4:3 («Бостон Брюинз») выиграл во втором раунде, 4:1 («Торонто Мейпл Лифс») выиграли в финале конференции, 4:0 («Каролина Харрикейнз») проиграли в финале Кубка Стэнли, 1:4 («Вегас Голден Найтс») |
| 2023-24 | 82 | 52 | 24 | 6  | 110 | 268 | 200 | 1, Атлантический | выиграли в первом раунде, 4:1 («Тампа-Бэй Лайтнинг») выиграл во втором раунде, 4:2 («Бостон Брюинз») выиграли в финале конференции, 4:2 («Нью-Йорк Рейнджерс») победа в финале Кубка Стэнли, 4:3 («Эдмонтон Ойлерз»)        |
| 2024-25 | 82 | 47 | 31 | 4  | 98  | 252 | 223 | 3, Атлантический | выиграли в первом раунде, 4:1 («Тампа-Бэй Лайтнинг») выиграл во втором раунде, 4:3 («Торонто Мейпл Лифс») выиграли в финале конференции, 4:1 («Каролина Харрикейнз») победа в финале Кубка Стэнли, 4:2 («Эдмонтон Ойлерз»)  |

## Команда

### Текущий состав
| №                         | Игрок                | Страна                    | Хват    | Дата рождения             | Рост (см) | Вес (кг) | Средняя зарплата ($) | Контракт до |
| Вратари                   | Вратари              | Вратари                   | Вратари | Вратари                   | Вратари   | Вратари  | Вратари              | Вратари     |
| ------------------------- | -------------------- | ------------------------- | ------- | ------------------------- | --------- | -------- | -------------------- | ----------- |
| —                         | Даниил Тарасов       | Россия                    | Левый   | 27 марта 1999 (26 лет)    | 193       | 82       | 1,050,000            | 2025/26     |
| 72                        | Сергей Бобровский    | Россия                    | Левый   | 20 сентября 1988 (36 лет) | 188       | 83       | 10,000,000           | 2025/26     |
| Защитники                 |                      |                           |         |                           |           |          |                      |             |
| 2                         | Тобиас Бьорнфут      | Швеция                    | Левый   | 6 апреля 2001 (24 года)   | 184       | 89       | 775,000              | 2025/26     |
| 3                         | Сет Джонс            | Соединённые Штаты Америки | Правый  | 3 октября 1994 (30 лет)   | 193       | 95       | 9,500,000            | 2028/29     |
| 5                         | Аарон Экблад — А     | Канада                    | Правый  | 7 февраля 1996 (29 лет)   | 193       | 98       | 6,100,000            | 2032/33     |
| 7                         | Дмитрий Куликов      | Россия                    | Левый   | 29 октября 1990 (34 года) | 185       | 91       | 1,150,000            | 2027/28     |
| 26                        | Увис Балинскис       | Латвия                    | Левый   | 1 августа 1996 (29 лет)   | 183       | 85       | 850,000              | 2025/26     |
| 42                        | Густав Форслинг      | Швеция                    | Левый   | 12 июня 1996 (29 лет)     | 182       | 84       | 5,750,000            | 2031/32     |
| 46                        | Джефф Питри          | Соединённые Штаты Америки | Правый  | 9 декабря 1987 (37 лет)   | 191       | 90       | 775,000              | 2025/26     |
| 77                        | Нико Миккола         | Финляндия                 | Левый   | 27 апреля 1996 (29 лет)   | 193       | 94       | 2,500,000            | 2025/26     |
| Левые крайние нападающие  |                      |                           |         |                           |           |          |                      |             |
| 10                        | Эй Джей Грир         | Канада                    | Левый   | 14 декабря 1996 (28 лет)  | 191       | 95       | 850,000              | 2025/26     |
| 12                        | Джона Гаджович       | Канада                    | Левый   | 12 октября 1998 (26 лет)  | 188       | 91       | 775,000              | 2025/26     |
| 19                        | Мэттью Ткачук — А    | Соединённые Штаты Америки | Левый   | 11 декабря 1997 (27 лет)  | 188       | 92       | 9,500,000            | 2029/30     |
| 63                        | Брэд Маршан          | Канада                    | Левый   | 11 мая 1988 (37 лет)      | 175       | 80       | 5,250,000            | 2030/31     |
| 92                        | Томаш Носек          | Чехия                     | Левый   | 1 сентября 1992 (32 года) | 191       | 95       | 775,000              | 2025/26     |
| Центрфорварды             |                      |                           |         |                           |           |          |                      |             |
| 9                         | Сэм Беннетт          | Канада                    | Левый   | 20 июня 1996 (29 лет)     | 185       | 91       | 8,000,000            | 2032/33     |
| 13                        | Сэм Райнхарт         | Канада                    | Правый  | 6 ноября 1995 (29 лет)    | 185       | 87       | 8,625,000            | 2031/32     |
| 15                        | Антон Лунделль       | Финляндия                 | Левый   | 3 октября 2001 (23 года)  | 185       | 84       | 5,000,000            | 2029/30     |
| 16                        | Александр Барков — К | Финляндия                 | Левый   | 2 сентября 1995 (29 лет)  | 191       | 97       | 10,000,000           | 2029/30     |
| 17                        | Эван Родригес        | Канада                    | Правый  | 28 июля 1993 (32 года)    | 180       | 83       | 3,000,000            | 2026/27     |
| 23                        | Картер Верхеги       | Канада                    | Правый  | 14 августа 1995 (29 лет)  | 188       | 85       | 7,000,000            | 2032/33     |
| 27                        | Ээту Луостаринен     | Финляндия                 | Левый   | 2 сентября 1998 (26 лет)  | 190       | 83       | 3,000,000            | 2026/27     |
| 70                        | Йеспер Боквист       | Швеция                    | Левый   | 30 октября 1998 (26 лет)  | 182       | 82       | 1,500,000            | 2026/27     |
| Правые крайние нападающие |                      |                           |         |                           |           |          |                      |             |
| 25                        | Маки Самоскевич      | Соединённые Штаты Америки | Левый   | 15 ноября 2002 (22 года)  | 180       | 86       | 775,000              | 2025/26     |

### Штаб
| Должность            | Имя            | Страна                    | Дата рождения             | В должности |
| -------------------- | -------------- | ------------------------- | ------------------------- | ----------- |
| Генеральный менеджер | Билл Зито      | Соединённые Штаты Америки | 16 сентября 1964 (60 лет) | с 2020 года |
| Главный тренер       | Пол Морис      | Канада                    | 30 января 1967 (58 лет)   | с 2022 года |
| Помощник тренера     | Джейми Компон  | Канада                    | 18 сентября 1966 (58 лет) | с 2022 года |
| Помощник тренера     | Сильвен Лефевр | Канада                    | 14 октября 1967 (57 лет)  | с 2022 года |
| Помощник тренера     | Майлз Фи       | Канада                    | 24 января 1981 (44 года)  | с 2022 года |
| Помощник тренера     | Туомо Рууту    | Финляндия                 | 16 февраля 1983 (42 года) | с 2021 года |
| Тренер вратарей      | Робб Таллас    | Канада                    | 20 марта 1973 (52 года)   | с 2009 года |

### Неиспользуемые номера
- 1 — Роберто Луонго, вратарь (2000—2006, 2014—2019). Выведен из обращения 7 марта 2020 года[3];
- 37 — Уэйн Хайзенга, владелец (1993—2001). Выведен из обращения 9 января 2018 года;
- 93 — Билл Торри, президент и генеральный менеджер (1993—2001). Выведен из обращения 23 октября 2010 года.

## Индивидуальные рекорды
- Наибольшее количество очков за сезон: Джонатан Юбердо — 115 (30+85 в 2021-22)
- Наибольшее количество заброшенных шайб за сезон: Павел Буре — 59 (2000-01)
- Наибольшее количество результативных передач за сезон: Джонатан Юбердо — 85 (2021-22)
- Наибольшее количество штрафных минут за сезон: Питер Уоррелл — 354 (2001-02)
- Наибольшее количество очков набранных, защитником за один сезон: Брэндон Монтур — 73 (16+57 в 2022-23)
- Наибольшее количество «сухих» игр: Роберто Луонго — 7 (2003-04)
- Наибольшее количество вратарских побед за сезон: Сергей Бобровский — 39 (2021-22)